# Atlante van Loon

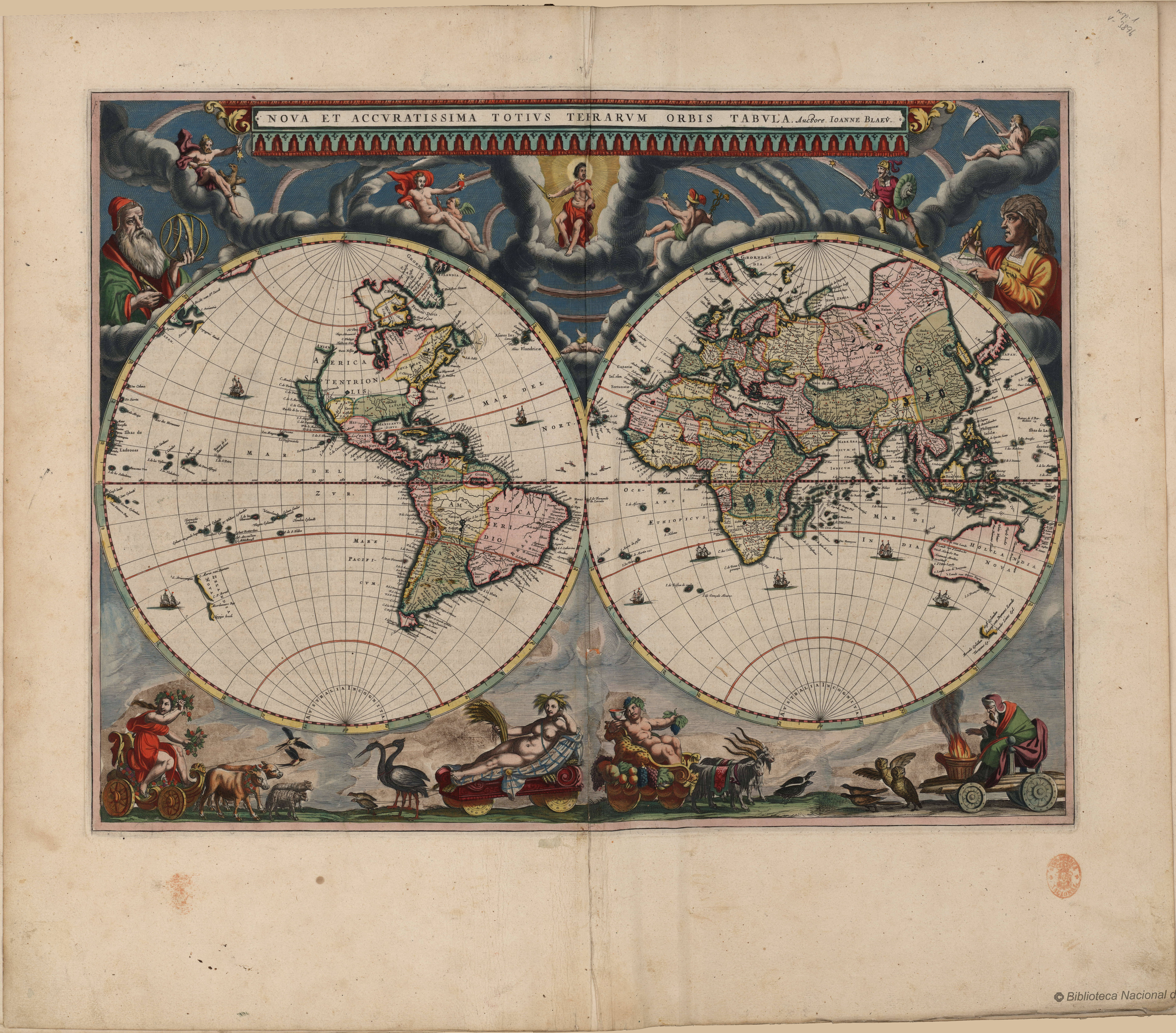
Carta tratta dal I libro dell'Atlante van Loon

L'Atlante van Loon è un insieme di atlanti geografici prodotti per Frederik Willem van Loon e comprendente ventiquattro volumi conosciuti.

## Storia
Frederik Willem van Loon (1644-1708) era un ricco cittadino di Amsterdam che ricoprì alte cariche in una banca di cambio ed era anche membro del consiglio comunale della città.
Non essendo soddisfatto dell'esecuzione standard degli atlanti di Joan Blaeu, chiese al rilegatore Albert Magnus (1642-1689) di eseguire per la sua collezione di atlanti la rilegatura più lussuosa che si potesse immaginare. Ventiquattro volumi dei suoi atlanti vennero tutti rilegati in modo identico in marocchino rosso, con il motto e lo stemma di famiglia impressi in oro. Le mappe dell'atlante sono tutte splendidamente colorate a mano accentate con l'oro. Fece costruire un armadio in legno d'ulivo, ora scomparso, per ospitare la sua collezione di atlanti.

## Descrizione

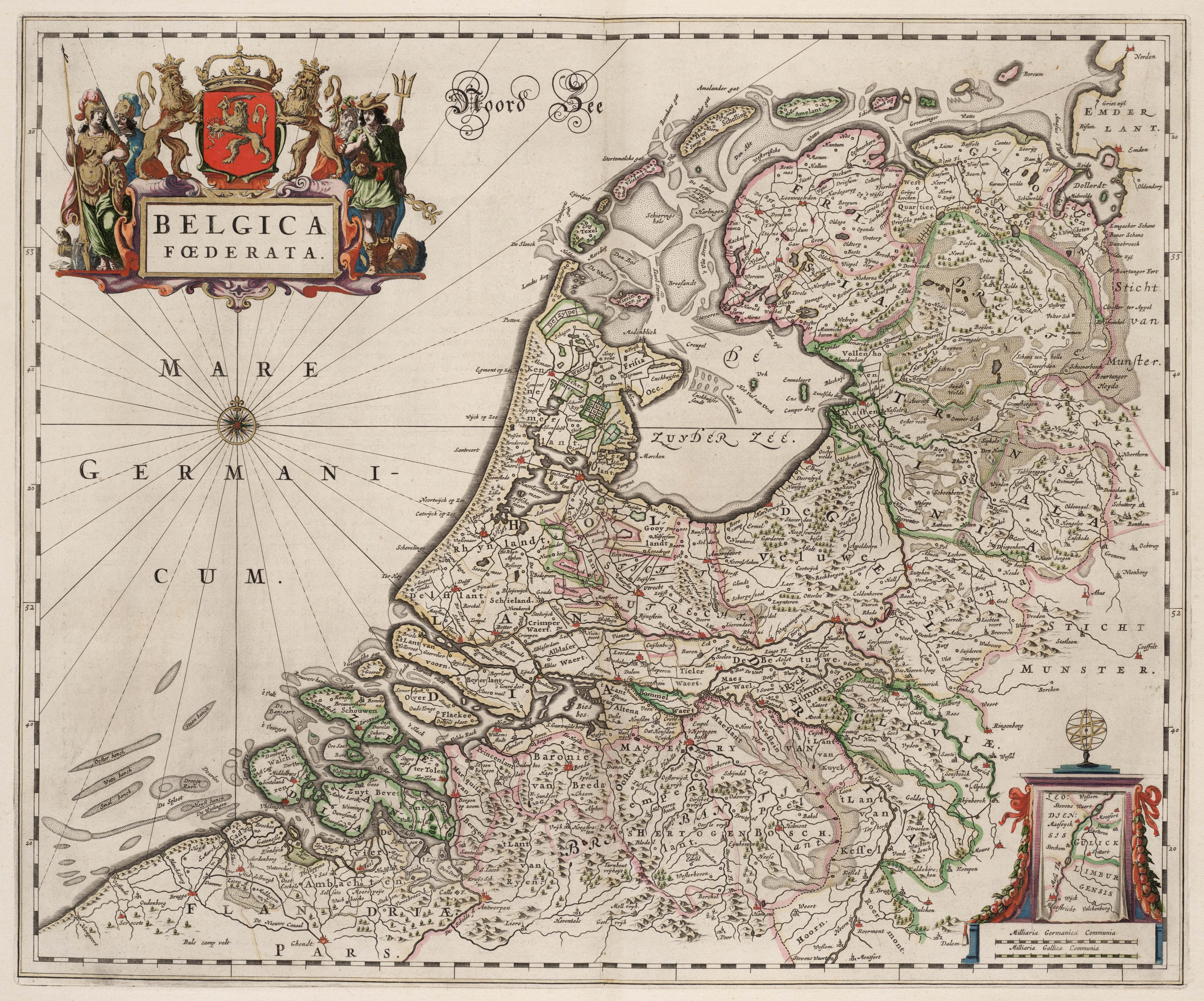
Federazione Belga (1664)

L'Atlante van Loon è un insieme di ventiquattro volumi di carte geografiche, diciotto dei quali sono conservati nel Nederlands Scheepvaartmuseum (Museo marittimo olandese). I primi diciassette volumi provengono dalla collezione del bibliofilo Anton Mensing.
Volumi conservati nel Nederlands Scheepvaartmuseum
- Volumi da I a IX: la versione olandese del Grooten Atlas (Atlas Maior) di Joan Blaeu, pubblicata dal 1663 al 1665
- Volumi da X a XII: tre volumi risalenti al 1663, mappe e vedute delloStato Pontificio, della città di Roma e del regno di Napoli e Sicilia
- Volumi XIII e XIV: due volumi della versione francese del Grooten Atlas, Francia e Svizzera, entrambi risalenti al 1663
- Volumi XV e XVI: due atlanti delle città dei Paesi Bassi del nord e del sud, dalla serie Tooneel der Steeden di Blaeu del 1649
- Volume XVII: l'atlante marittimo Zee-atlas ofte water-wereld di Pieter Goos (en) (1676)
- Volume XVIII: l'edizione francese dell'atlante marittimo Zeeatlas di Johannes Janssonius[2] (1657).

Volumi conservati in altri luoghi
1. Flandria illustrata[3] di Sandérus, parte II, (1644), conservata presso la Koninklijke Bibliotheek de L'Aia.
2. Rerum per octennium di Barlaeus (1644) (collezione privata).
3. Atlas du monde maritime di Johannes Janssonius, parte 5 del suo Franse Atlas Novus, fa parte della collezione del tedesco Otto Schäfer ma è attualmente in prestito al Nederlands Scheepvaartmuseum ed è il XVIII volume dell'Atlas van Loon.
4. Théâtre du Monde VI contenant le vieil monde di Janssonius, parte 6 del suo Franse Atlas Novus, conservato presso la Biblioteca universitaria di Amsterdam (Universiteitsbibliotheek van Amsterdam (nl)).
5. Nieuwe groote zeespiegel di Pieter Goos (en) (1641), conservato presso la Biblioteca Universitaria di Amsterdam.
6. I due volumi del Theatrum Statuum Sabaudiæ (1682) di Blaeu (collezione privata).

## Galleria d'immagini

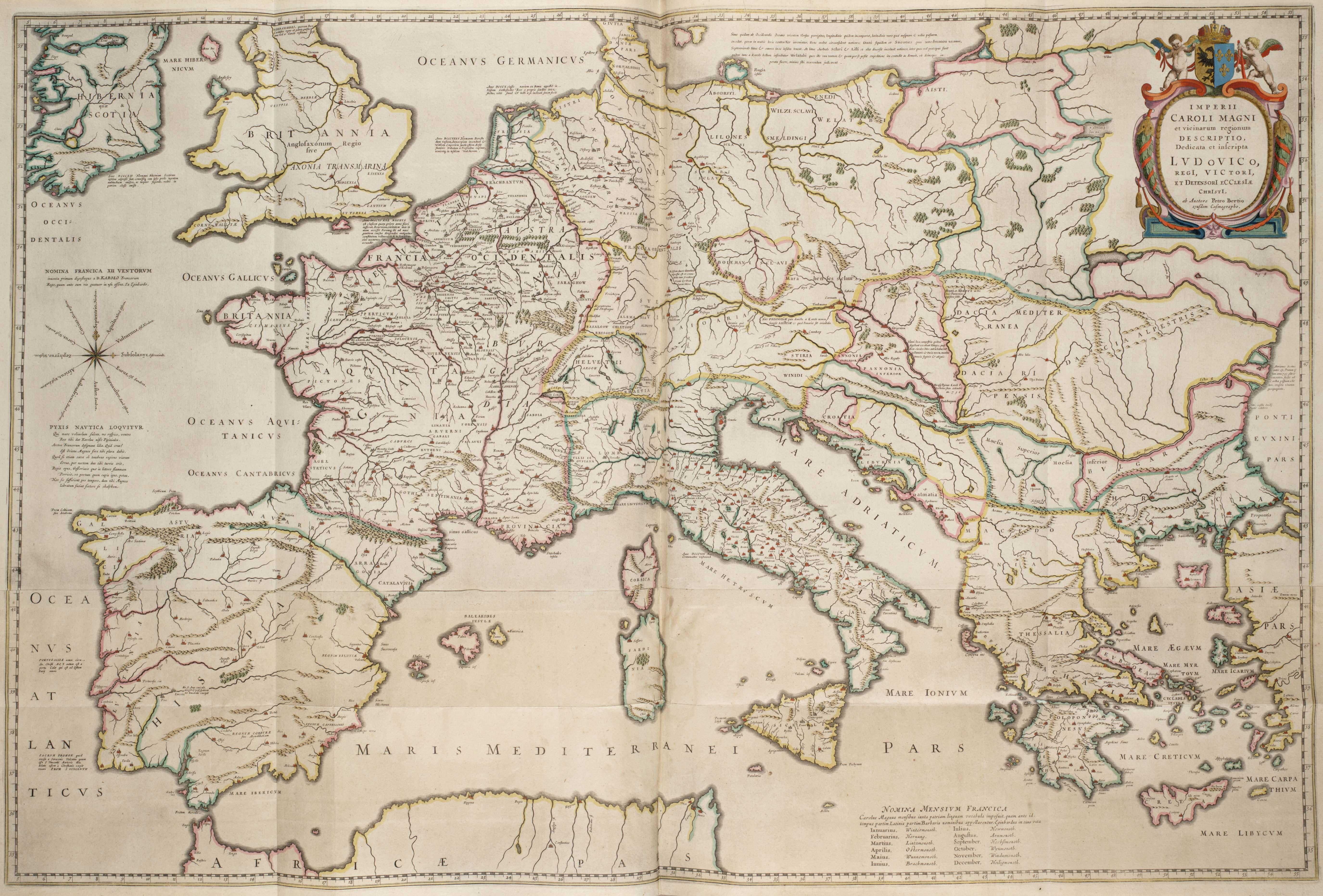
L'impero di Carlo Magno
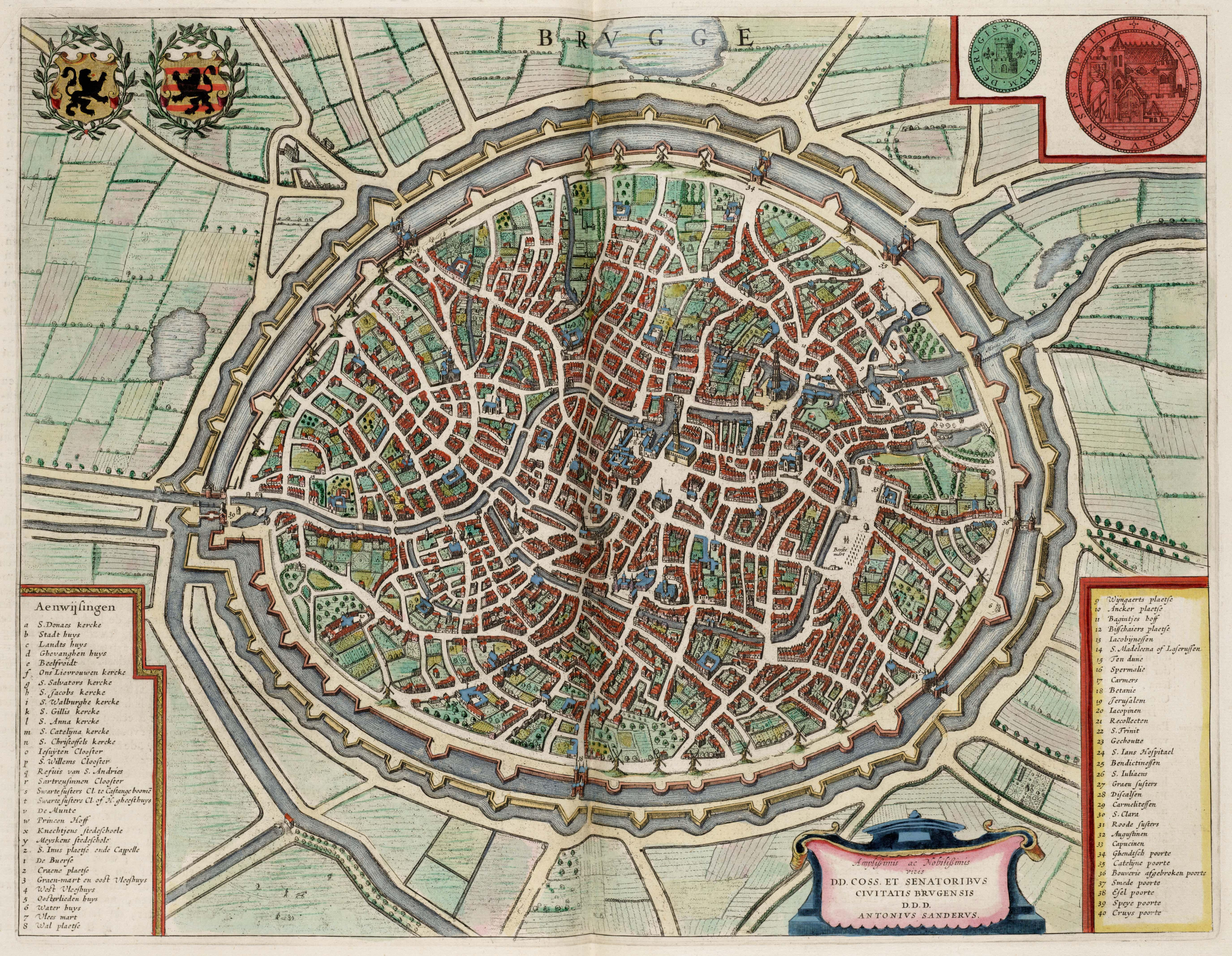
Bruges
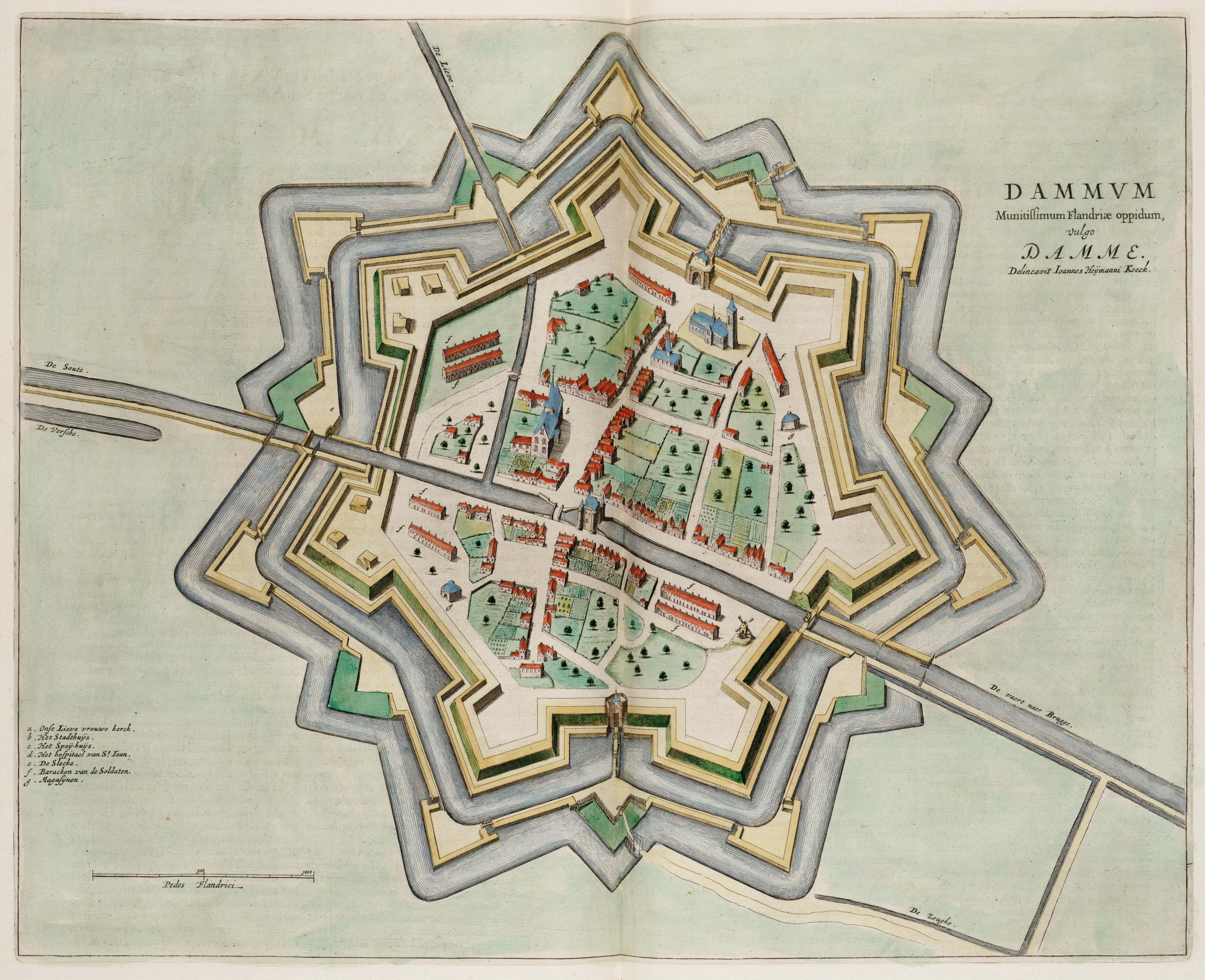
Damme
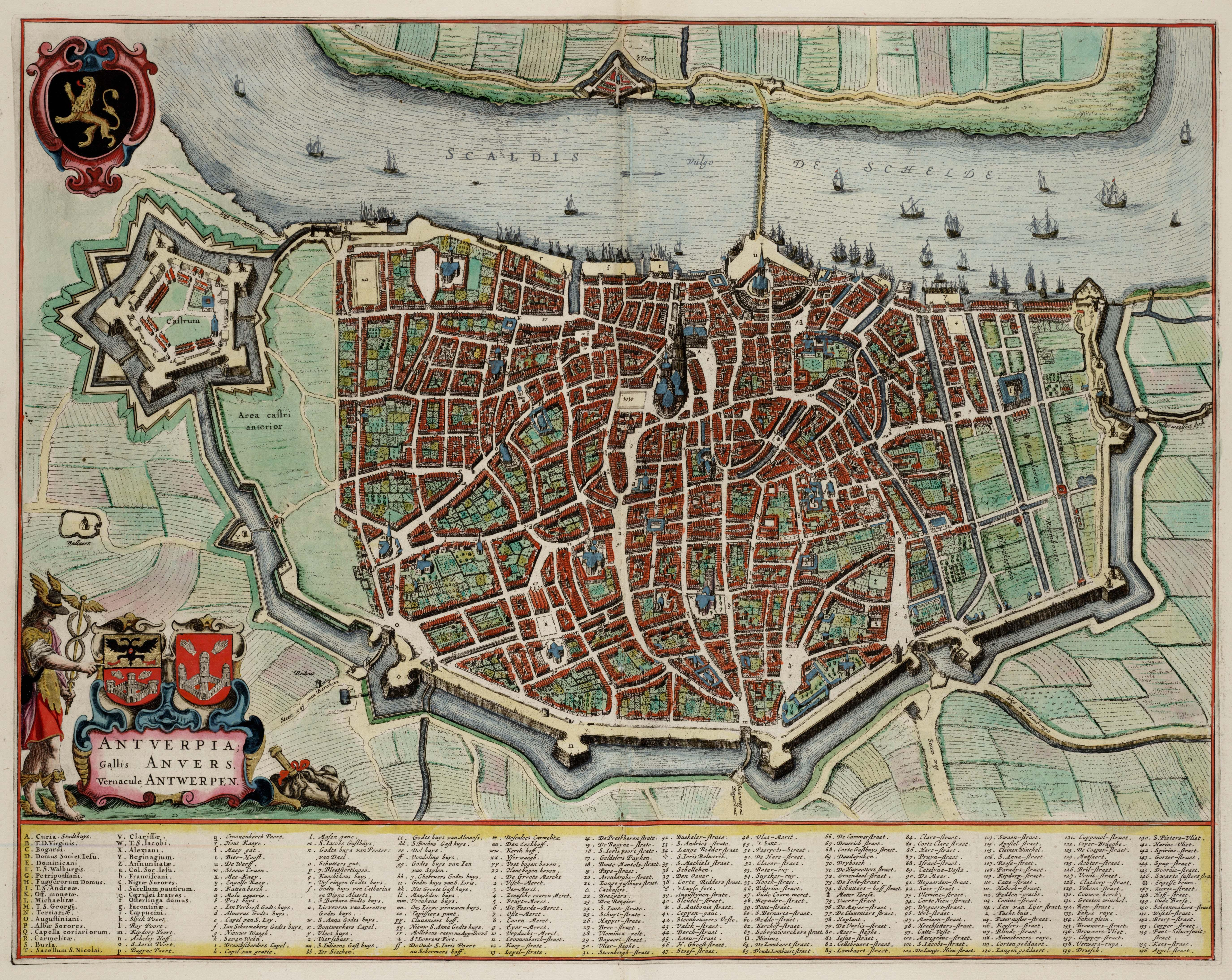
Anversa
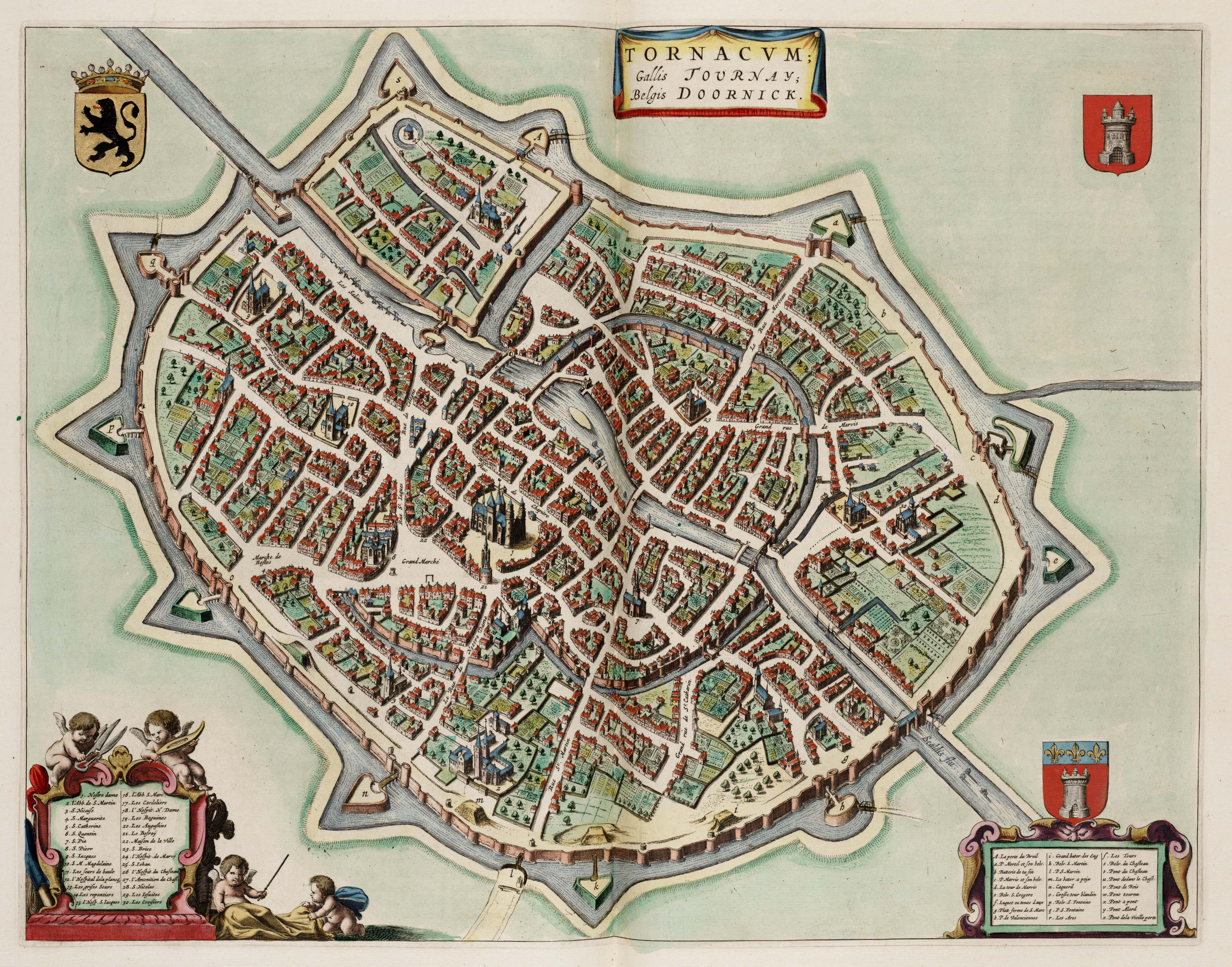
Tournai
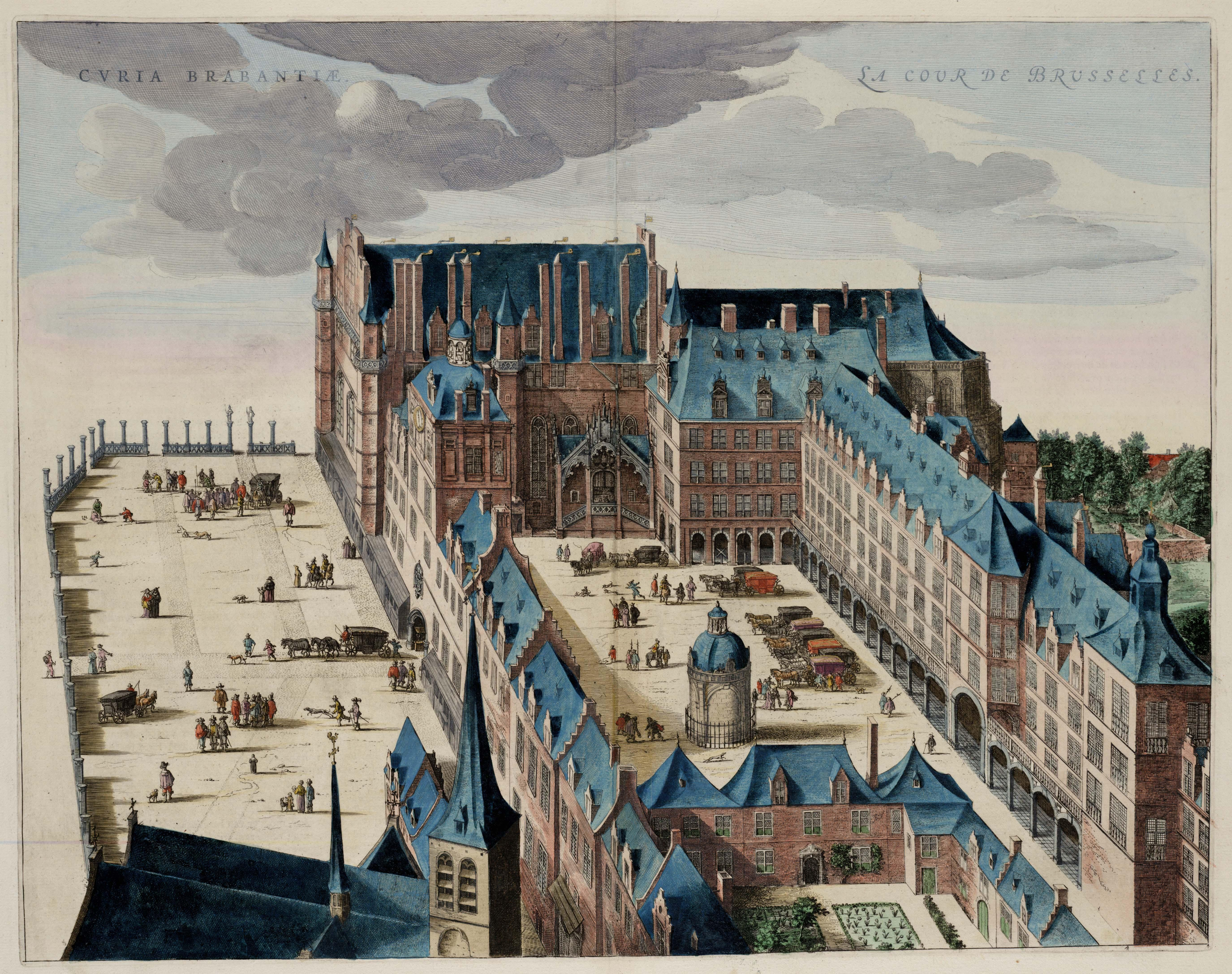
Il Palazzo Coudenberg a Bruxelles
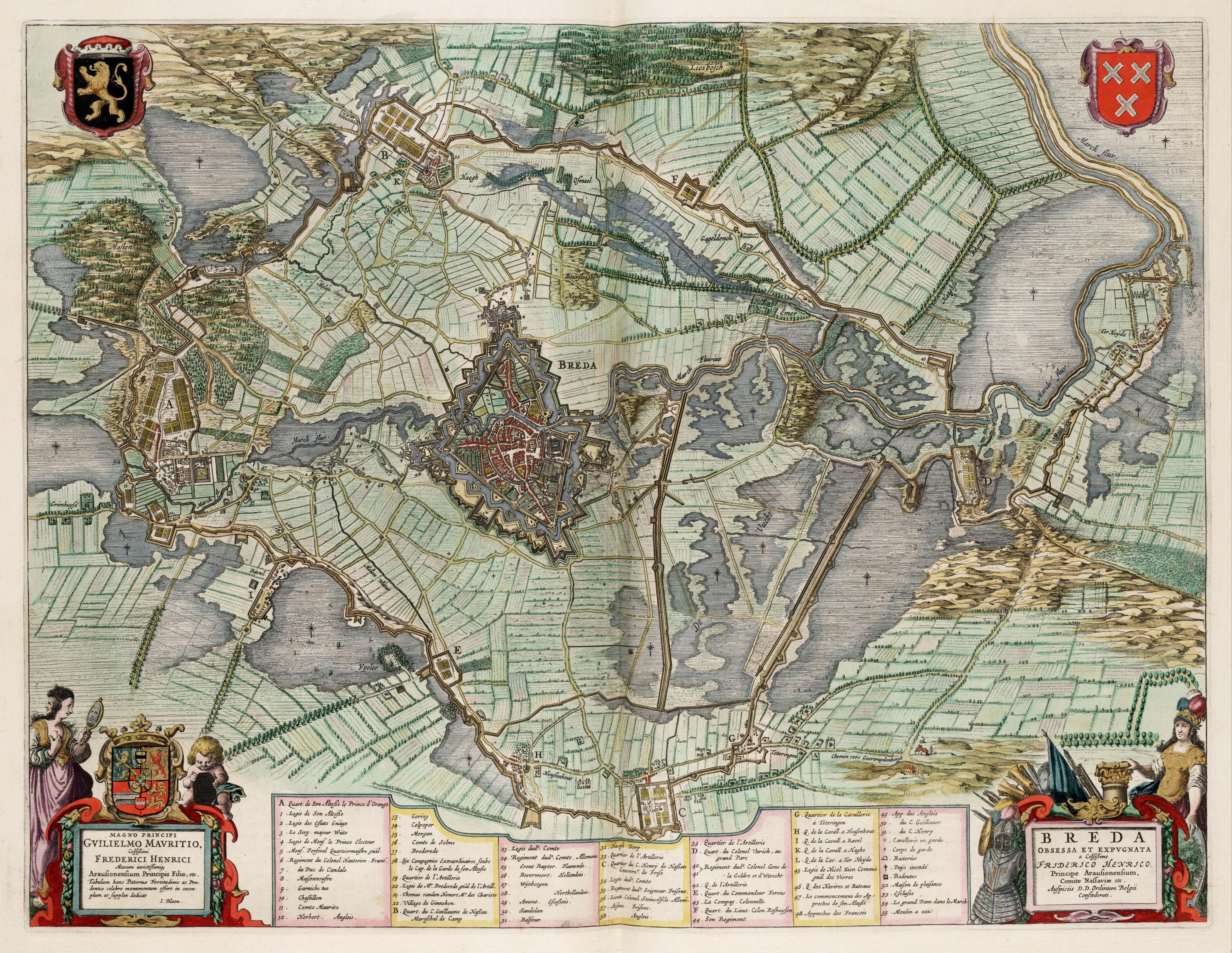
Assedio di Breda nel 1637
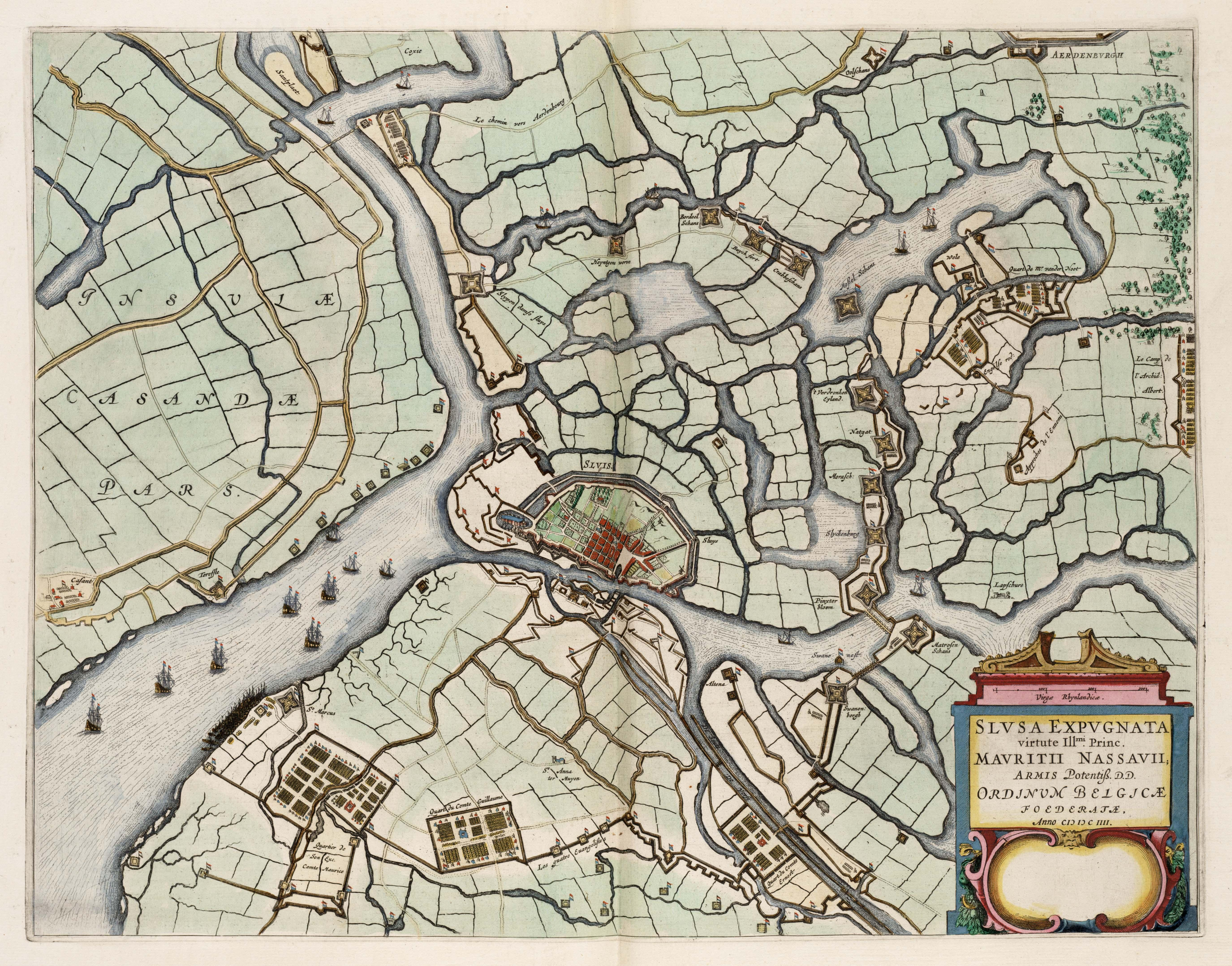
La cattura di Sluis da parte di Maurizio di Nassau nel 1604
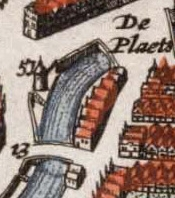
Primo piano della mappa di Utrecht
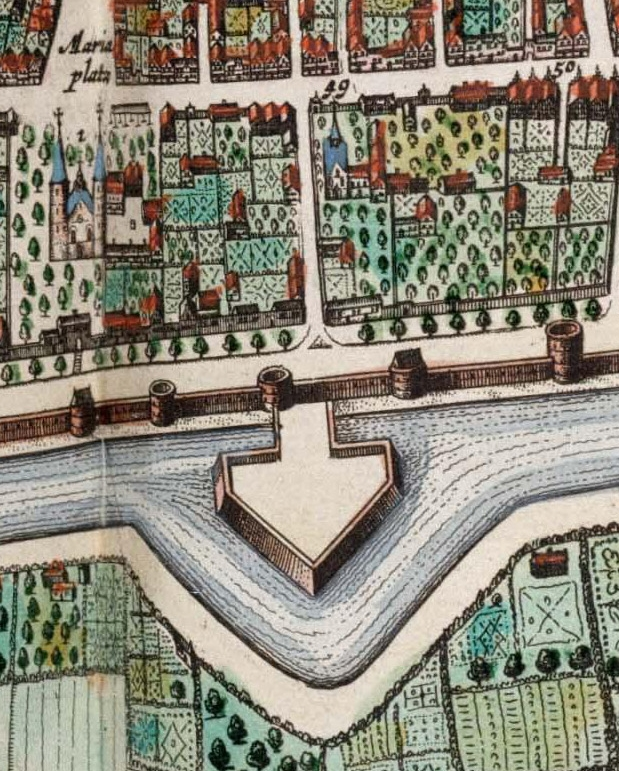
Primo piano della mappa di Utrecht con vista sulla vecchia Mariabolwerk